# Land grabbing
Land grabbing (iz engleskog izvedeni izraz za prisvajanje zemljišta u sumnjive svrhe) je kontroverzni pojam koji označava problematiku koja nastaje pri kupnji ili zakupom velikih površina zemljišta u zemljama u razvoju od strane transnacionalnih poduzeća, stranih država ili pojedinaca. Rast cijena hrane potaknuo je na kupnju obradive površine u zemljama u razvoju. 
Brojne organizacije kritiziraju da lang grabbing može imati negativan utjecaj na domaće zajednice zbog ugrožavanja i uništenja egzistencija brojnih malih poljoprivrednika. Kao posljedica mogu nastati siromaštvo i glad. 
Pojam je populariziran je u prvom desetljeću dvadeset i prvog stoljeća.
Prema izvještajima UN-a procjenjuje se da je 2010. godine ukupno zauzeta obradiva površina od 30 milijuna hektara.
Među najčešće spominjanim plantažama navodi se pšenica, kukuruz, soja, riža i bilje za proizvodnju šećera i biogoriva.

## Primjeri
U studenom 2008. Libija je kupila 250.000 hektara u Ukrajini. U siječnju 2009. je objavljeno da je Katar kupio 40.000 hektara u Keniji.  Prema izvješćima medija u siječnju 2010., NR Kina je kupila u Demokratskoj Republici Kongo 2,8 milijuna hektara zemljišta za izgradnju najveće plantaže palmi u svijetu, dok je Etiopija krajem 2009. prodala 600.000 hektara zemlje je u zakup stranim investitorima.

## Vanjske poveznice
- DW:UN želi zaustaviti velike koncerne u "otimačini zemlje"
- International Conference on Global Land Grabbing (6.-8. travnja 2011)